# Силвия Русинова
Силвия Русинова Иванова е българска актриса. Занимава се активно с озвучаване на филми и сериали.

## Биография
Силвия Иванова е родена на 8 март 1962 г. в Селановци. През 1981 г. завършва немската езикова гимназия в град Монтана.
След завършването си започва да играе в театъра в Монтана.
Участва във филма „Жребият“ през 1993 г.
Русинова започва да се занимава с озвучаване през 1990 г. в Българска национална телевизия. Първо получава малки роли във филми, а по-късно участва и в сериали, като един от първите е „Докато свят светува“. Най-известна е с работата си по „Касандра“, „Приятели“, „Никита“, „Лас Вегас“, „Отчаяни съпруги“ и „Теория за Големия взрив“. Озвучава още в известни сериали като „Блясък“, „Три съдби“, „Госпожа Съблазън“, „Мариамор“ „Отдаденост“, „Фрейзър“, „Чародейките“, „Али Макбийл“, „Фарскейп“, „Мъртвата зона“, „Клонинг“, „Грозната Бети“, „Рокфелер плаза 30“, „Ангел пазител“, „Назови ме по име“, „Една жена“, „Черна роза“, „Мерием“ и други. Освен да се занимава с дублаж, тя е и преводач от немски на български за Нова телевизия.

## Филмография
- „Жребият“ (1993), 7 серии – Яна Скарлатова
- „Ваканцията на Лили“ (2007), 6 серии – Диктор